# Dasineura caricicola
Dasineura caricicola är en tvåvingeart som först beskrevs av Jean-Jacques Kieffer 1913.  Dasineura caricicola ingår i släktet Dasineura och familjen gallmyggor.
Artens utbredningsområde är New York. Inga underarter finns listade i Catalogue of Life.